# ゴールデンハムスター
ゴールデンハムスター (Mesocricetus auratus) は、キヌゲネズミ科ゴールデンハムスター属に分類される齧歯類。別名シリアン ハムスター。

## 分布
シリア、トルコ、レバノン、イスラエルなどに分布。これらの地域の乾燥した草原や耕作地、半砂漠地帯などに生息。

## 形態
体長14 - 17センチメートル。体重は約100-200グラム。ショーが行われているスウェーデンでは200グラムがスタンダードとされているが、日本のゴールデンハムスターは150グラム前後の個体が多い。180〜200g以上が肥満とされる。
ゴールデンハムスター(ノーマル)の背面は黄褐色、腹面は褐色がかった白。種小名auratusは「金色の」の意。漫画やアニメに登場する、白にオレンジのよく見られるハムスターはゴールデンハムスターの野生色がモデルとなっている。
キンクマ、シルバー、チョコレートなど、カラーバリエーションが豊富である。
寿命は2 - 3年である。

## 生態
乾燥した岩場や砂地に生息する。野生状態では地面に他の動物が掘った巣穴を間借りする習性がある。ほとんどの場合、特定の巣穴を持たず朝まで餌を探して約10〜20kmを移動しながら生活している。
成体は縄張り意識が強く、基本的に単独行動を行なう。夜行性の動物であり、昼間はほとんど寝ているが、夜になると活発に動き出す。視力が弱く明るい場所ではほとんど周りは見えていないが、暗闇ではわりとよく見ることができる。飼育下では生活リズムを正しくするため、直射日光の当たらないところで、かつ、昼夜の変化が分かる場所で飼育することが望ましい。なお、日光浴や野外の散歩をさせる必要はない。
植物の葉や種子などを食べる。草食寄りの雑食性で、植物の葉、茎、根、種、果実、昆虫類、自分より小さい動物を食べることもある。これは乾燥地帯で生活していたために何でも食べるようになったと言われる。
以下は主に飼育下の知見に基づく。妊娠期間は15 - 16日。1回に約15頭の幼獣を産む。生後7週間で性成熟する。寿命は2 - 3年と考えられている。生後2 - 3か月で性成熟し、子供は大体4 - 17匹生まれる。ジャンガリアンハムスターより多産である。臭腺は背中の腰付近に2対ある。性格は全体としておっとりしており、性格の個体差が大きいジャンガリアンやロボロフスキーハムスターとは違って自分から寄ってきて人を噛むような好戦的な個体は少ない。（ただし、これは飼育しやすい個体を人為淘汰によって増やした結果とも言われる）。反面、同種同士の縄張り意識は強いため複数での飼育は避けるべきである。生まれた時から同居飼育されていた姉妹などは、まれに喧嘩をせずに天寿を全うすることもあるが、ほとんどの個体は成獣となると縄張り争いで喧嘩を始め、相手を殺傷・捕食する。
キヌゲネズミ亜科の例にもれず、目が悪い。反面、鼻と耳は効くため、それらによって環境を認識する。また単独行動をする。鳴き声はドワーフハムスターの「ジッ」「キッキッ」というものとは違い、モルモットに近い「ビヒッ」というものである。鳴くことは他のハムスター以上に少なく、この種が鳴くことはよっぽどのストレスを感じている時や、生命の異常事態であると言える。ただ、寝言で鳴くことはある。
ドワーフハムスターよりもほお袋を使う個体が多く、一度食物をほお袋に詰めたのち、巣に持って帰って吐き出して貯蔵する。また、ドワーフより大型で力が強く、脳容積も広いためか、記憶力・集中力があり、脱走してしまった場合もたいてい帰巣できる。反面、ドワーフより工夫（回し車と壁の隙間を利用して登るなど）を凝らしてケージから脱走してしまうことも多い。ジャンプ力も強く、20〜30cm程度の高さまでジャンプすることができる。
ゴールデンハムスターの臭腺は左右の脇腹にひとつずつあり、縄張りに臭腺をこすりつけてにおい付けを行う。

## 人間との関係
農作物を食害する害獣とみなされることもある。農地開発による生息地の破壊、害獣としての駆除などにより生息数は減少している。
分布域はシリアとトルコの国境周辺と限定的で、生息密度も少なくまれな種だと考えられている。1797年に初めて文献に登場し、1839年に初めての実物標本が学会に提示されたが、その後は1930年までに標本は1頭のみしか採集例がなかった。どこかに雌のつがいがいたのは間違いなく、捕獲時点ですでに絶滅寸前だったのか今となってはわからないが発見当初から野生のハムスターはほとんどいないと言われており、発見されることは極めてまれである。上記の通り1930年に捕獲されて繁殖に成功するまで、「幻の動物」とまで言われていた。
飼育下におけるゴールデンハムスターに関しては、1930年にシリアで捕獲された母親とその12頭の幼獣が起源となっている。当初の12匹のうち8匹が大学に送られ研究・繁殖が開始されたが、そのうち4匹が脱走、1匹が個体間での争いのなかで死に、残った2匹の雌と1匹の雄の間で繁殖が行われた。1年で約150匹ほどまで増えた後、1931年に母子の子孫の一部がイギリスに持ち込まれ、1938年にロンドン動物学協会が家畜化に成功。以後はペットや実験動物として飼育されるようになった。日本には1939年頃、歯の研究に関する実験動物としてアメリカから持ち込まれ、1965年頃にエキゾチックアニマルとして定着した。
飼育時の主食としては、ハムスター用の固形飼料(ペレット)を中心に与え、副菜として野菜(ニンジン、キャベツ、サツマイモ、ブロッコリー、小松菜、チンゲンサイ)の水気を切ったものを与えるのが望ましい。アク抜きが必要な野菜は必ずアクを抜いてから与える必要がある。ヒマワリの種やナッツ類、チーズなどは高カロリーな為、おやつとしてたまに与えることが望ましい。 
縄張り意識が強い種なのでなるべく広いケージで飼うことが必要とされる。テリトリーとしての空間認識能力が高くケージ全体を縄張りと認識する個体がほとんどで、ドワーフハムスターのような小屋「寝ぐら」は必要ないとされている。 
習性としては、床材などを山のように積み上げて潜る事を好む種類になる。 

一転してドワーフハムスター（ジャンガリアン・キャンベル・ロボロフスキー）は安心して休める小屋「寝ぐら」が必要とされている。 
映像作品やキャラクター商品も多数存在する。

### ゴールデンハムスターのキャラクター
- とっとこハム太郎
- おるちゅばんエビちゅ
- リック（星のカービィ2など）
- 生きぬけ！爆走！クソハムちゃん
- ハムスターの研究レポート
- 執事ハムスター
- ハムスター助六の日常
- コロコロクリリン
- DB.スターマン（横浜DeNAベイスターズのマスコット）

## 品種
他のハムスターに比べてペットとしての歴史も長いため、毛色や毛柄も一番種類が豊富である。基本的には、異なる毛色・毛質のゴールデンハムスター同士を交配させることが可能。

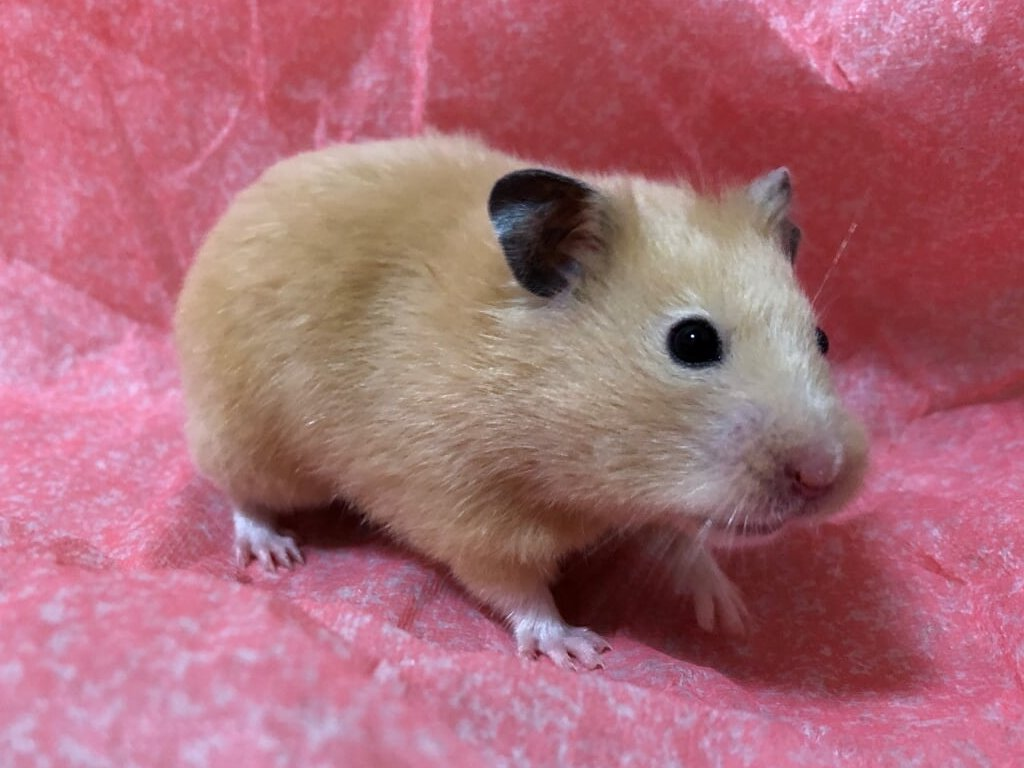
キンクマハムスター

### 毛色
- 黒目クリーム（通称：キンクマ。オレンジ色っぽいものはアプリコットと呼ばれることもある）
- シナモン（赤目またはブドウ目なのでクリームと区別できる）
- ライトグレー・シルバーグレー・ダークグレー（日本ではいずれも、シルバーという名称で売られている）
- ブラック・ディンジーブラック
- チョコレート
- アイボリー
- 錆色
- イエロー
- アンブロウス
- 黒目ホワイト（シルバー＋黒目クリーム）
- アルビノ（シナモン＋黒目ホワイト。便宜上アルビノと呼ばれるが、一般的な色素のないアルビノではない。マウス等のアルビノとは違い、目が赤く、体毛が白いだけ）
- バイオレット（ブラック＋シナモン、ダークグレー＋シナモン）
- トリコロール（イエロー＋原種）

※ その他、様々な色のコンビネーションが存在する。名称はあくまでも通称や愛称であり、明確に定められた正式名称ではない。

### 柄模様
- バンデッド - 体の中央に白い帯(バンド)がある
- ドミナントスポット - ランダムな斑点(スポット)がある
- ローン - 霜降り状に色が混ざる

### 毛質
- サテン - 光沢のある毛質
- 長毛 - 頭の部分以外の毛が長い毛質
- レックス - 縮れ毛の毛質
- 無毛